# Нора Луин
Нора Луин је измишљени лик из ТВ серије Ред и закон, а тумачила ју је двострук добитница Оскара Дајен Вист од 2000. до 2002. године. Она се појавила у 51 епизоди (48 серије Ред и закон, 2 серије Ред и закон: Одељење за специјалне жртве и 1 серије Ред и закон: Злочиначке намере). Њен лик је био запажен по томе што је била прва жена у повести серије која је била на месту окружног тужиоца Њујорка (ниједна жена није била на том месту у правом животу). У складу са законом Њујорка, в.д. окружног тужиоца изабрао је гувернер.

## Улога у серијиРед и закон
Пре постављања на место в.д. окружног тужиоца, Луинова је била професорка што је често доводило да је критикују као одвојену академкињу без искуства. Мандат Луинове на месту окружног тужиоца био је проткан либералним програмом правних захтева већине кривичних случајева што ју је често доводило до политичких и правних недоумица. Иако је идеалисткиња, због својих личних уверења, међутим, није спремна да подмеће исправну примену закона. У једној епизоди из 2001. године, суочена је са одлуком да тражи казну смрти у осуди за 18-годишњег убицу. Иако се лично противи смртној казни, схвата да би се на тужилаштво гледало као према злочину и нерадо подлеже политичком притиску. Младић је проглашен кривим и послат на извршење смртне казне.
Луинова блиско сарађује са Џеком Мекојем (Сем Вотерстон) и Еби Кармајкл (Енџи Хармон). Њена политичка уверења су је често доводила у сукоб са обоје, посебно са њом, одлучном политичком конзервативком. Након што Кармајклова напустила тужилаштво, Луин ју је заменила Сереном Садерлин (Елизабет Ром), чија либерална уверења више личе на њену сопствену политичку филозофију.
Луинова има нећаку, што указује на то да има бар једног брата или сестру.

## Одлазак
У септембру 2002. године, после две године на месту окружног тужиоца, Нора Луин је напустила тужилаштво. Начин на који је отишла никад није јасно назначен у серији. Међутим, у књизи Ред и закон: Места злочина насталој на основу серије, Дик Волф је написао да му је намера била да се лик Луинове разочарао положајем ОТ-а и одабрала да се не кандидује на предстојећим изборима после краја свог мандата. Фред Далтон Томпсон се после придружио главној постави као републиканац Артур Бренч. Вистова је касније рекла за књигу Глумци на делу, коју су написали Роузмери Тајхлер и Бери Џеј Каплан, да јој је било доста те улоге и да је желела да ради и на другим остварењима.
У првом призору, Луинову је са Мекојем упознао градоначелник Руди Ђулијани (који се лично на кратко појавио) који је хвалио Луинову и уверавао је да ће се добро снаћи као окружна тужитељка.

## Појављивања у другим ТВ серијама
- Ред и закон: Одељење за специјалне жртве
  - 3. сезона
    - Епизода 10: "Глупости"

  - 4. сезона
    - Епизода 1: "Камелеон"
- Ред и закон: Злочиначке намере
  - 1. сезона
    - Епизода 1: "Један"